# Numanice: Ao Vivo
Numanice: Ao Vivo é o segundo álbum ao vivo da cantora brasileira Ludmilla, lançado em 29 de janeiro de 2021 pela Warner Music Brasil. Foi gravado em 25 de novembro de 2020 no Pão de Açúcar, no Rio de Janeiro. Conta com participações de Thiaguinho, Bruno Cardoso, Vou Pro Sereno e Di Propósito e Orochi.

## Lista de faixas
Todas as canções produzidas por Rafael Castilhol.
| Numanice: Ao Vivo – Edição digital |                                                                                                |                                                                                                   |         |  |
| N.º                                | Título                                                                                         | Compositor(es)                                                                                    | Duração |  |
| 1.                                 | "Ela Não"                                                                                      | Ludmilla                                                                                          | 2:28    |  |
| 2.                                 | "Desse Jeito é Ruim Pra Mim / Perfume / Antes de Dizer Adeus" (com Bruno Cardoso)              | Altay Veloso Arnaldo Saccomani Júlio Borges Rafael "Pollo" Brito Thais Nascimento Umberto Tavares | 6:41    |  |
| 3.                                 | "Não É Por Maldade"                                                                            | Ludmilla                                                                                          | 3:35    |  |
| 4.                                 | "Cheiro Bom do Seu Cabelo"                                                                     | Ludmilla                                                                                          | 2:47    |  |
| 5.                                 | "Te Amar Demais / Best Part" (com Di Propósito)                                                | Ashton Simmonds H.E.R. Jordan Evans Ludmilla Matthew Burnett Riley Bell Sodré                     | 3:05    |  |
| 6.                                 | "Eu Te Uso e Sumo / Não Seria Justo / Nem Pensar"                                              | Andrea Amadeu Hélder Celso Mr. Dan Thiaguinho Valtinho Jota                                       | 7:05    |  |
| 7.                                 | "Amor Difícil" (com Thiaguinho)                                                                | Ludmilla                                                                                          | 3:40    |  |
| 8.                                 | "Vai e Volta"                                                                                  | Ludmilla Jefferson Junior Tavares                                                                 | 3:27    |  |
| 9.                                 | "Sintoma de Amor / Depois do Amor / Agenda"                                                    | Alexandre Lucas Davi Fernandes Douglas Rafael Rafa Brito Rick Tavares                             | 5:25    |  |
| 10.                                | "I Love You Too" (com Orochi)                                                                  | Erdzan Saidov Gerson Costa Lisandro Cuxi Orochi Soraia Ramos                                      | 3:11    |  |
| 11.                                | "Mande Um Sinal / Sinais"                                                                      | André Renato Bruno Cardoso Felipe Silva Sergio Jr. Thiago Silva                                   | 4:41    |  |
| 12.                                | "Tô de Boa" (com Vou pro Sereno)                                                               | Ludmilla                                                                                          | 2:52    |  |
| 13.                                | "Pôr do Sol na Praia"                                                                          | Lucas Silva Silva                                                                                 | 2:40    |  |
| 14.                                | "Vai Lá Vai Lá / Que Mulher (Nega Danada) / Cadê Ioiô / Alguém Me Avisou" (com Vou pro Sereno) | Alexandre Silva Andre Rocha Ary Guarda Cezar Veneno Chatin Dona Ivone Lara Moises Santiago        | 4:36    |  |

## Histórico de lançamento
| País   | Data                  | Edição                     | Gravadora | Ref.  |
| ------ | --------------------- | -------------------------- | --------- | ----- |
| Vários | 29 de janeiro de 2021 | Download digital streaming | Warner    | [ 3 ] |